# Śliże (obwód grodzieński)
Śliże (biał. Сліжы, Sliży; ros. Слижи, Sliży) – wieś na Białorusi, w obwodzie grodzieńskim, w rejonie lidzkim, w sielsowiecie Dworzyszcze, nad Żyżmą.

## Historia
W dwudziestoleciu międzywojennym leżały w Polsce, w województwie nowogródzkim, w powiecie lidzkim. Po II wojnie światowej w granicach Związku Sowieckiego. Od 1991 w niepodległej Białorusi.